# كين براون (لاعب كرة قدم أمريكية)
كين براون (بالإنجليزية: Ken Brown)‏ هو لاعب كرة قدم أمريكية أمريكي، ولد في 8 نوفمبر 1945 في هولدنفيل في الولايات المتحدة، وتوفي في 11 يناير 2001 في أوكلاهوما سيتي في الولايات المتحدة.

## وصلات خارجية
- كين براون على موقع مرجع كرة القدم المحترفة.كوم (الإنجليزية)